# PLANETARY PIECES:SONIC WORLD ADVENTURE ORIGINAL SOUNDTRACK
『PLANETARY PIECES:SONIC WORLD ADVENTURE ORIGINAL SOUNDTRACK』（プラネタリー・ピーシーズ:ソニック・ワールド・アドベンチャー・オリジナル・サウンドトラック）は、2009年1月28日に発売された、PS3、Xbox 360とWii用ゲームソフト『ソニック ワールドアドベンチャー』（以降SWA）に使用されたサウンドトラック。

## 内容
- SWAに使用された様々なBGMが収録されている。
- ポップ・パンクバンド｢Bowling For Soup｣ヴォーカリストJaret Reddickがヴォーカルテーマ「Endless Possibility」を担当することとなった。
- 交響楽団「東京フィルハーモニー交響楽団」がオーケストラテーマ「The World Adventure」を担当することとなった。

## 収録曲

### Disc1
1. Endless Possibility - Vocal Theme
SWAヴォーカルテーマ
2. Cutscene - Opening
オープニングムービーBGM
3. Cutscene - A New Journey
4. Apotos - Day
ビレッジ「アポトス　昼」BGM
5. Windmill Isle - Day
アクションステージ「ホワイトアイランド　昼ステージ」BGM
6. Cutscene - The First Fight
7. Cutscene - Tails In Trouble!
8. Intro: Windmill Isle - Night
アクションステージ「ホワイトアイランド　夜ステージ」イントロ
9. Windmill Isle - Night
アクションステージ「ホワイトアイランド　夜ステージ」BGM
10. Apotos - Night
ビレッジ「アポトス　夜」BGM
11. Cutscene - To Spagonia!
12. Tornado Defense - 1st Battle
ミニゲーム｢トルネードシュート　スパゴニアへ｣BGM
13. Mazuri - Night
ビレッジ「マズーリ　夜」BGM
14. Intro: Savannah Citadel - Night
アクションステージ「クレイキャッスル　夜ステージ」イントロ
15. Savannah Citadel - Night
アクションステージ「クレイキャッスル　夜ステージ」BGM
16. Cutscene - Same As Ever
17. Cutscene - Gaia Manuscripts
18. Cutscene - Eggman Again
オリジナル曲は「SONIC THE HEDGEHOG」に使用されたDr.エッグマンのテーマ。
19. Cutscene - Sonic Appears
20. Mazuri - Day
ビレッジ「マズーリ　昼」BGM
21. Savannah Citadel - Day
アクションステージ「クレイキャッスル　昼ステージ」BGM
22. Cutscene - The Egg Beetle
エッグ・ビートル戦前イベントBGM。
23. Boss Battle - Day
ボスステージ「エッグ・ビートル/エッグ・デビルレイ/エッグ・ランサー」/シュートステージボス「エッグ・コウルドロン」BGM
24. Boss Stage Clear
25. Cutscene - Temple Activated!
26. Cutscene - Planet Pieces
27. Holoska - Day
ビレッジ「ホロスカ　昼」BGM
28. Cool Edge - Day
アクションステージ「クールエッジ　昼ステージ」BGM
29. Spagonia - Night
ビレッジ「スパゴニア　夜」BGM
30. Intro: Rooftop Run - Night
アクションステージ「オレンジルーフス　夜ステージ」イントロ
31. Rooftop Run - Night
アクションステージ「オレンジルーフス　夜ステージ」BGM

### Disc2
1. The World Adventure - Orchestral Theme
SWAオーケストラテーマ
2. Gaia Gate
3. Chun-nan - Night
ビレッジ「チュンナン　夜」BGM
4. Intro: Dragon Road - Night
アクションステージ「ドラゴンロード　夜ステージ」イントロ
5. Dragon Road - Night
アクションステージ「ドラゴンロード　夜ステージ」BGM
6. Boss Battle - Night
ボスステージ「聖獣ダークガイアフェニックス/ダーク・モーレイ/ダーク・ガーディアン」BGM
7. Cutscene - Eggman's Idea
オリジナル曲は「SONIC THE HEDGEHOG」に使用されたDr.エッグマンのテーマ。
8. Rooftop Run - Day
アクションステージ「オレンジルーフス　昼ステージ」BGM
9. Spagonia - Day
ビレッジ「スパゴニア　昼」BGM
10. Chun-nan - Day
ビレッジ「チュンナン　昼」BGM
11. Dragon Road - Day
アクションステージ「ドラゴンロード　昼ステージ」BGM
12. Holoska - Night
ビレッジ「ホロスカ　夜」BGM
13. Intro: Cool Edge - Night
アクションステージ「クールエッジ　夜ステージ」イントロ
14. Cool Edge - Night
アクションステージ「クールエッジ　夜ステージ」BGM
15. Cutscene - Project Dark Gaia
オリジナル曲は「SONIC THE HEDGEHOG」に使用されたDr.エッグマンのテーマ。
16. Shamar - Day
ビレッジ「シャマール　昼」BGM
17. Arid Sands - Day
アクションステージ「ホットデザード　昼ステージ」BGM
18. Empire City - Night
ビレッジ「エンパイアシティ　夜」BGM
19. Intro: Skyscraper Scamper - Night
アクションステージ「スカイスクレーパースキャンパー　夜ステージ」イントロ
20. Skyscraper Scamper - Night
アクションステージ「スカイスクレーパースキャンパー　夜ステージ」BGM
21. Shamar - Night
ビレッジ「シャマール　夜」BGM
22. Intro: Arid Sands - Night
アクションステージ「ホットデザード　夜ステージ」イントロ
23. Arid Sands - Night
アクションステージ「ホットデザード　夜ステージ」BGM
24. vs. Titan & Big Mother
25. Empire City - Day
ビレッジ「エンパイアシティ　昼」BGM
26. Skyscraper Scamper - Day
アクションステージ「スカイスクレーパースキャンパー　昼ステージ」BGM
27. Stage Clear
28. Result Screen - E Rank
29. The World Adventure - Piano Version
30. The World Adventure - Jingle

### Disc3
1. Werehog Battle Theme
2. Adabat - Night
ビレッジ「アダバタ　夜」BGM
3. Intro: Jungle Joyride - Night
アクションステージ「ジャングルジョイライド　夜ステージ」イントロ
4. Jungle Joyride - Night
アクションステージ「ジャングルジョイライド　夜ステージ」BGM
5. Adabat - Day
ビレッジ「アダバタ　昼」BGM
6. Jungle Joyride - Day
アクションステージ「ジャングルジョイライド　昼ステージ」BGM
7. Cutscene - Chip's Change
8. Cutscene - Chip's Memories
9. Cutscene - No Reason
10. Tornado Defense - 2nd Battle
ミニゲーム｢トルネードシュート　エッグマンランドへ｣BGM
11. Cutscene - Eggmanland
オリジナル曲は「SONIC THE HEDGEHOG」に使用されたDr.エッグマンのテーマ
12. Eggmanland Entrance
「エッグマンランド　エントランスステージ」BGM。オリジナル曲は「SONIC THE HEDGEHOG」に使用されたDr.エッグマンのテーマ。
13. Eggmanland - Day
アクションステージ「エッグマンランド　昼ステージ」BGM
14. Eggmanland - Night
アクションステージ「エッグマンランド　夜ステージ」BGM
15. Cutscene - The 7th Continent
16. Cutscene - Congratulations
17. Cutscene - The Egg Dragoon
エッグ・ドラグーン戦前イベントBGM。オリジナル曲は「SONIC THE HEDGEHOG」に使用されたDr.エッグマンのテーマ。
18. vs. Egg Dragoon
ボスステージ「エッグ・ドラグーン」BGM
19. Cutscene - Dark Gaia Appears
20. Cutscene - Shrines in Flight
21. Cutscene - Hour of Awakening
22. vs. Dark Gaia
ボスステージ「ダークガイア」BGM
23. Cutscene - Dark World~Hope and Despair
24. Cutscene - The Final Form
25. Super Sonic vs. Perfect Dark Gaia
ボスステージ「パーフェクト・ダークガイア」BGM。「Endless Possibility」のリメイク。
26. Cutscene - Annihilation
27. Cutscene - Rekindled Light~Save the Speech!
28. Cutscene - To the Surface
29. Cutscene - Always
30. Dear My Friend - Ending Theme
SWAエンティングテーマ

## ラインナップ

### 作曲
大谷智哉（Disc1 - 1、3、5、21、24、28、30、31 / Disc2 - 1、8、17、27～29 / Disc3 - 6、9、16、25、27）
江口貴勅（Disc1 - 2、3、6、7、11、16、17、19、22、25、26 / Disc2 - 30 / Disc3 - 7、8、15、19～21、23、24、26、28、29）
熊谷文恵（Disc1 - 4、8～10、12～15、20、27 / Disc2 - 2、12～14、18～20、25、26 / Disc3 - 10）
小林秀聡（Disc1 - 18、23 / Disc2 - 6、7、15 / Disc3 - 11、12、17、18、22）
床井健一（Disc1 - 29 / Disc2 - 3～5、9～11、16、21～24 / Disc3 - 1～5、13、14）
南波真理子（Disc3 - 30）

### 編曲
大谷智哉（Disc1 - 1）
大谷智哉(ビートアレンジ)（Disc1 - 2、22、23 / Disc2 - 18、25 / Disc3 - 18、25）
江口貴勅（Disc1 - 3 / Disc2 - 29 / Disc3 - 9、16、27）
小林秀聡（Disc1 - 18 / Disc2 - 7、15 / Disc3 - 11、12、25）
小林正弘(金管楽器アレンジ)（Disc2 - 16、21、23～26 / Disc3 - 1、16）
大坪正(ストリングスアレンジ)（Disc2 - 23）
南波真理子（Disc3 - 30）

### Endless Possibility（1-1）
作詞：Jaret Reddick
作曲：大谷智哉
編曲：大谷智哉
歌：Jaret Reddick from Bowling For Soup
ヴォーカル：Jaret Reddick
コーラス：Erik Chandler
ギター：森竹忠太郎
ベース：種子田健
ドラムス：村石雅行

### The World Adventure（2-1）
作曲：大谷智哉
オーケストレーション：江口貴勅
パフォーマンス：東京フィルハーモニー交響楽団

### Dear My Friend（3-30）
作詞：Candie Y
作曲：南波真理子
編曲：江口貴勅 & 南波真理子
歌：Brent Cash
ヴォーカル：Brent Cash
バックヴォーカル：知野芳彦 & marhy（泉川真理）
アコースティックピアノ：江口貴勅
アコースティックギター：榊原長紀
ストリングス：大先生室屋ストリングス